# Casa Brasileira de Livros
Casa Brasileira de Livros é uma editora brasileira, conhecida por ser a organizadora do Prémio Internacional Pena de Ouro.

## História
A Casa Brasileira de Livros abriu as portas em 2021, sendo herdeira da organização do 1° Prémio Internacional Pena de Ouro, em 2020, o qual teve a sua viabilidade testada de maneira independente. Logo em seu primeiro ano de atividades, a Casa Brasileira de Livros publicou títulos importantes, como "Safras de um Triste Outono", de Arménio Vieira, o primeiro cabo-verdiano a vencer o Prêmio Camões, e "A República do Pampa", do imortal Carlos Nejar, autor já indicado ao Nobel da Literatura. 
Além do Pena de Ouro, a Casa Brasileira de Livros tem realizado, desde 2021, o Prêmio MicroConto de Ouro.

## Algumas publicações[6]
- Encontros com o mar e o Universo (Sebastião Burnay)
- Made in Brazil (Felipe Mitre) (e-book)
- Safras de um Triste Outono (Arménio Vieira)
- Cartas a um filho em coma (Rodolphe Roldan-Roldan)
- A República do Pampa (Carlos Nejar)
- A Luz Infinita do Silêncio (Rodolphe Roldan-Roldan)
- Neon Timor (Sebastião Burnay)
- Urdindo Palavras no Silêncio dos Dias (Vera Duarte)